# Problepsis metallopictata
Problepsis metallopictata là một loài bướm đêm trong họ Geometridae.